# Anton Börsch
 Franz Anton Carl Cäsar Börsch (* 27. Juli 1854 in Kassel; † 12. Januar 1920 in Bad Wildungen) war ein deutscher Astronom und Geodät.

## Leben
Anton Börsch war der Sohn des Mathematikers und Geodäten Otto Börsch (1817–1890). Anton Börsch studierte unter anderem an der Königlichen Friedrich-Wilhelms-Universität zu Berlin und war nach seiner Promotion ab 1876 bei Johann Jacob Baeyer und später ab 1886 bei Friedrich Robert Helmert am Königlich Preußischen Geodätischen Institut in Berlin (ab 1892 Potsdam) tätig, zunächst als Assistent, ab 1887 als Mitarbeiter und ab 1897 als Abteilungsvorsteher und Professor.
1904 war er eingeladener Sprecher auf dem Internationalen Mathematikerkongress in Heidelberg.
Am 19. Dezember 1910 wurde Anton Börsch unter der Matrikel-Nr. 3325 als Mitglied in die Kaiserliche Leopoldinisch-Carolinische Deutsche Akademie der Naturforscher aufgenommen.
Anton Börsch war Mitglied der Astronomischen Gesellschaft.

## Schriften
- mit Louis Krüger: Geodätische Linien südlich der Europäischen Längengradmessung in 52 Grad Breite. Berlin 1902
- Die Grundlagen der Bestimmung der Erdgestalt. In: Verhandlungen des dritten Mathematiker-Kongresses in Heidelberg von 8. bis 13. August 1904. Teubner, Leipzig 1905, S. 459–475 Digitalisat
- Astronomisch-geodätisches Netz 1. Ordnung nördlich der europäischen Längengradmessung in 52 Grad Breite. Berlin 1906
- Verbindung der russisch-skandinavischen Breitengradmessung mit dem astronomisch-geodätischen Netz in Norddeutschland. Berlin 1909
- Als Herausgeber:
  - mit P. Simon: Carl Friedrich Gauss: Abhandlungen zur Methode der kleinsten Quadrate. Berlin 1887 Digitalisat